# Eye II Eye
Eye II Eye (с англ. — «С глазу на глаз») — четырнадцатый студийный альбом немецкой рок-группы Scorpions, вышедший в 1999 году.

## Об альбоме
Альбом сильно отличается от остальных альбомов группы: он заметно легче и в большинстве песен больше напоминает поп-музыку. Тем не менее, тяжёлые гитарные риффы по-прежнему присутствуют.
На обложке на чёрном фоне изображены ветераны Scorpions: Рудольф Шенкер, Клаус Майне и Маттиас Ябс.
Джеймс Коттак впервые принял участие в работе над альбомом Scorpions в студии. Рудольф Шенкер и Клаус Майне посвятили альбом памяти своих отцов.
Как часть мирового турне «Eye To Eye» Scorpions отыграли по приглашению Майкла Джексона в благотворительном концерте «Майкл Джексон и друзья» («Michael Jackson and Friends») в Мюнхене.
Композиция «Mysterious» заняла 26-е место в чарте Billboard Mainstream Rock. Впервые Scorpions выпустили песню и на родном немецком языке — «Du bist so schmutzig» (если не считать сингла 1975 года «Fuchs geh' voran» c 2 кавер-песнями, записанными музыкантами группы, но выпущенным под псевдонимом The Hunters). К песне «To Be No. 1» группа записала политический клип на тему отношений Моники Левински и Президента США Билла Клинтона.

## Список композиций
- 01. Mysterious — 5:28
- 02. To Be No. 1 — 3:57
- 03. Obsession — 4:09
- 04. 10 Light Years Away — 3:54
- 05. Mind Like A Tree — 5:34
- 06. Eye To Eye — 5:07
- 07. What You Give You Get Back — 5:02
- 08. Skywriter — 4:55
- 09. Yellow Butterfly — 5:44
- 10. Freshly Squeezed — 3:59
- 11. Priscilla — 3:17
- 12. Du Bist So Schmutzig — 3:55 (рус. "Ты такая грязная")
- 13. Aleyah — 4:20
- 14. A Moment In A Million Years — 3:39*
- 15. You And I [Butcher Radio Remix] — 4:01 (бонус трек в японском релизе альбома (кат. № AMCE-7001)
- 16. When You Came Into my Life (New Version) — 4:28 (бонус трек в малайзийском релизе альбома (кат. № 3984-27193-2))

* В релизе для Малайзии другая версия длиной 4:58, хотя на диске напечатано 3:38.